# アウクスブルク信仰告白
アウクスブルク信仰告白（アウクスブルクしんこうこくはく、ドイツ語：Augsburger Konfession）は、ルター派教会が用いる信仰告白（信条）のひとつである。アウクスブルク信条とも。
1530年にフィリップ・メランヒトンによってドイツのアウクスブルクで起草されたことからこの名がある。
このアウクスブルク信仰告白には、原典ともよべる版とカルヴァン、ツヴィングリなどとの対話の中で一致点を模索しようとしてメランヒトン自身によって改定された版の2種類があり、多くのルター派教会では、原典版である「改定されないアウクスブルク信仰告白」の方を信仰告白文書として採用している。

## 構成
アウクスブルク信仰告白は大きくは3部からなる。
- 第1部では、ルター派自体の信仰を告白する。
- 第2部では、当時のカトリック教会で行われていた諸制度への態度を告白する。
- 結論では、賛同者の署名とともに、総括が加えられる。

（以下、条文の解説は要約である）

### 第1部 主要信条
- 第1条 神について
  - 神は三位一体の神であって、ニケア信条を正しいものと認める。
- 第2条 原罪について
  - 原罪とは人がもって生まれた「神を神とせず、悪と欲とに満ちている」ことであり、例外なく人に永遠の死をもたらす。
- 第3条 神のみ子について
  - イエス・キリストは真の神であり、真の人である。これを告白する使徒信条を正しいものと認める。
- 第4条 義とせられることについて
  - 信仰によって、代償なく、神の恵みによって義とされる。
- 第5条 教会の役務について
  - 教会の務めは福音を説き聖礼典を執行することであり、それによって聖霊が与えられる。聖霊は御心のままに、福音を聴くものに信仰を起こさせる。
- 第6条 新しい服従について
  - 信仰による義認が先にあって、この義は良い実と行いをもたらさずにはいられない。
- 第7条 教会について
  - 真の教会は信仰者の共同体であって、福音が説かれ聖礼典が正しく執行される。教会の一致にはこの2つ（福音説教と聖礼典）があれば足りる。
- 第8条 教会とは何か
  - 聖礼典とみ言葉の権威はキリストが設定された命令の故に存在するのであって、人の権威によるのではない。
- 第9条 洗礼について
  - 洗礼は救いに必要であり、洗礼によって神の恩恵が提供される。またそれ故に幼児洗礼を認める。
- 第10条 主の晩餐について
  - 聖餐において、み言葉の故にキリストの体と血がパンとぶどう酒という形態の下に実在し、わけあたえられる（共在説）。
- 第11条 懺悔について
  - 個人の赦罪宣言は諸教会内で保持されるべきであるが、懺悔においてすべての罪過を列挙することを義務としてはならない。
- 第12条 改悔について
  - 洗礼後罪を犯した者は悔い改める時はいつでも、罪の赦しを得る。また教会は、赦罪宣言を与えるべきである。
- 第13条 聖礼典の使用について
  - 聖礼典はわれらに対する神の御心であり、罪の赦しを確信させ、その信仰が加えられるように用いなければならない。
- 第14条 教会の職制について
  - （全信徒は祭司の性格を持つが）教会内で公に教え、あるいは聖礼典を執行するには、教会の正規の召しを必要とする。
- 第15条 教会の儀式について
  - 福音に反しない限りにおいて、古くからの教会の益となる伝統は守られるべきである。
- 第16条 公民生活について
  - キリスト者は、為政者や法律に従わねばならない。ただし彼らが、罪を犯すことを命令する時は、この限りではない。
- 第17条 審判のためキリストが再び来り給うことについて
  - この世には終わりがあり、その時イエス・キリストは「生ける人と死にたる人」を審判される。
- 第18条 自由意志について
  - 人間は、この世に関していくらかの自由意思を有する。しかし神に関する事は理解できず、ただみ言によって聖霊を受ける時、このことが理解される。（奴隷意志論）
- 第19条 罪の原因について
  - 罪の原因は、悪魔の意志であって、神に背き、神の助けを拒む。
- 第20条 信仰と善き業について
  - 行いが人を義とするのではなく、信仰から善き行為が必然的に生じる。
- 第21条 聖徒崇拝について
  - 聖徒たちの信仰や善き業に倣うように聖徒を敬うべきであるが、聖徒をよび求め、助けを求めることを教えない。

### 第2部 改正せられた悪弊を詳論した条項
- 前文
- 第22条 主の晩餐におけるパンとぶどう酒について
  - 聖餐はパンとぶどう酒の二種陪餐であるべきであって、一種陪餐は聖書と矛盾する。
- 第23条 司祭の結婚について
  - 神の特別の賜物と恩寵なしには、独身生活を送ることは難しい。故に独身生活に適しない人は結婚すべきである。
- 第24条 ミサについて
  - ルター派はミサを廃したのではなく、ミサに付随していた悪弊を取り除いたのである。
- 第22条 告解について
  - ルター派は告解を廃したのではなく、告解の条件として罪を数えあげることを廃したのである。
- 第26条 食物の区別について
  - 食物に関する諸規定が義のために定められているとするのは悪弊であり、これを廃する。
- 第27条 修道士の誓願について
  - 修道士の誓願は義認や聖化の手段ではない。
- 第28条 教権について

### 結論
本信仰告白は既存の教会（カトリック教会）との対立を意図して記されたものではなく、ルター派の信仰はむしろ聖書に忠実にあらんとすることを大胆かつ率直に告白したものであると総括している。

## 翻訳
- ルター研究所『アウグスブルク信仰告白』リトン、2015年。ISBN 4863760469。

## 関連文献
- レオポルト・フォン・ランケ 著、瀬原義生 訳「一五三〇年のアウクスブルク帝国議会 : ドイツ宗教改革の一転機」『立命館文学』第633巻、立命館大学人文学会、342–304頁、2013年。doi:10.34382/00006436。ISSN 0287-7015。